# Phyllotopsis
Phyllotopsis är ett släkte av svampar. Enligt Catalogue of Life ingår Phyllotopsis i familjen Tricholomataceae, ordningen Agaricales, klassen Agaricomycetes, divisionen basidiesvampar och riket svampar, men enligt Dyntaxa är tillhörigheten istället familjen mattsvampar, ordningen Agaricales, klassen Agaricomycetes, divisionen basidiesvampar och riket svampar.
|              | Collybia |
|              | |
|              | Pseudohiatula |
|              | |
|              | Omphalina |
|              | |
|              | Omphalia |
|              | |
|              | Clitocybe |
|              | |
|              | Lepista |
|              | |
|              | Tricholoma |
|              | |
|              | Leucopaxillus |
|              | |
|              | Arrhenia |
|              | |
|              | Haasiella |
|              | |
|              | Dermoloma |
|              | |
|              | Resupinatus |
|              | |
|              | Cellypha |
|              | |
|              | Squamanita |
|              | |
|              | Cantharellula |
|              | |
|              | Austroclitocybe |
|              | |
|              | Hygroaster |
|              | |
|              | Fayodia |
|              | |
|              | Tricholomopsis |
|              | |
|              | Melanoleuca |
|              | |
|              | Porpoloma |
|              | |
|              | Callistosporium |
|              | |
|              | Pseudoomphalina |
|              | |
|              | Myxomphalia |
|              | |
|              | Infundibulicybe |
|              | |
|              | Pseudoclitocybe |
|              | |
|              | Leptoglossum |
|              | |
|              | Phaeotellus |
|              | |
|              | Gamundia |
|              | |
|              | Rimbachia |
|              | |
|              | Mniopetalum |
|              | |
|              | Lepistella |
|              | |
|              | Arthromyces |
|              | |
|              | Lulesia |
|              | |
|              | Pseudobaeospora |
|              | |
|              | Ugola |
|              | |
|              | Tricholosporum |
|              | |
|              | Dendrocollybia |
|              | |
|              | Macrocybe |
|              | |
|              | Delicatula |
|              | |
|              | Leucopholiota |
|              | |
|              | Cynema |
|              | |
|              | Asproinocybe |
|              | |
|              | Ripartites |
|              | |
|              | Mycenella |
|              | |
|              | Rhodocyphella |
|              | |
|              | Physocystidium |
|              | |
|              | Phaeomycena |
|              | |
|              | Palaeocephala |
|              | |
|              | Neoclitocybe |
|              | |
|              | Pleurocollybia |
|              | |
|              | Pseudoarmillariella |
|              | |
|              | Pleurotopsis |
|              | |
|              | Pleurella |
|              | |
| Phyllotopsis | \| \| Phyllotopsis nidulans \| \| \| \| \| \| Phyllotopsis rhodophyllus \| \| \| \| \| \| Phyllotopsis subnidulans \| \| \| \| \| \| Phyllotopsis ealaensis \| \| \| \| \| \| Phyllotopsis salmonea \| \| \| \| |
|              | \| \| Phyllotopsis nidulans \| \| \| \| \| \| Phyllotopsis rhodophyllus \| \| \| \| \| \| Phyllotopsis subnidulans \| \| \| \| \| \| Phyllotopsis ealaensis \| \| \| \| \| \| Phyllotopsis salmonea \| \| \| \| |
|              | Omphaliaster |
|              | |
|              | Caulorhiza |
|              | |
|              | Catathelasma |
|              | |
|              | Arthrosporella |
|              | |
|              | Amparoina |
|              | |
|              | Aeruginospora |
|              | |
|              | Tilachlidiopsis |
|              | |
|              | Leucoinocybe |
|              | |
|              | Dennisiomyces |
|              | |
|              | Leucocortinarius |
|              | |
|              | Pseudohygrophorus |
|              | |
|              | Melanomphalia |
|              | |
|              | Conchomyces |
|              | |
|              | Austroomphaliaster |
|              | |
|              | Clavomphalia |
|              | |
|              | Peglerochaete |
|              | |
|              | Stanglomyces |
|              | |
|              | Mycoalvimia |
|              | |
|              | Cyphellocalathus |
|              | |
|              | Callistodermatium |
|              | |
|              | Pegleromyces |
|              | |
|              | Pseudolasiobolus |
|              | |
|              | Phyllotopsis nidulans |
|              | |
|              | Phyllotopsis rhodophyllus |
|              | |
|              | Phyllotopsis subnidulans |
|              | |
|              | Phyllotopsis ealaensis |
|              | |
|              | Phyllotopsis salmonea |
|              | |

|  | Phyllotopsis nidulans     |
|  |                           |
|  | Phyllotopsis rhodophyllus |
|  |                           |
|  | Phyllotopsis subnidulans  |
|  |                           |
|  | Phyllotopsis ealaensis    |
|  |                           |
|  | Phyllotopsis salmonea     |
|  |                           |

## Källor

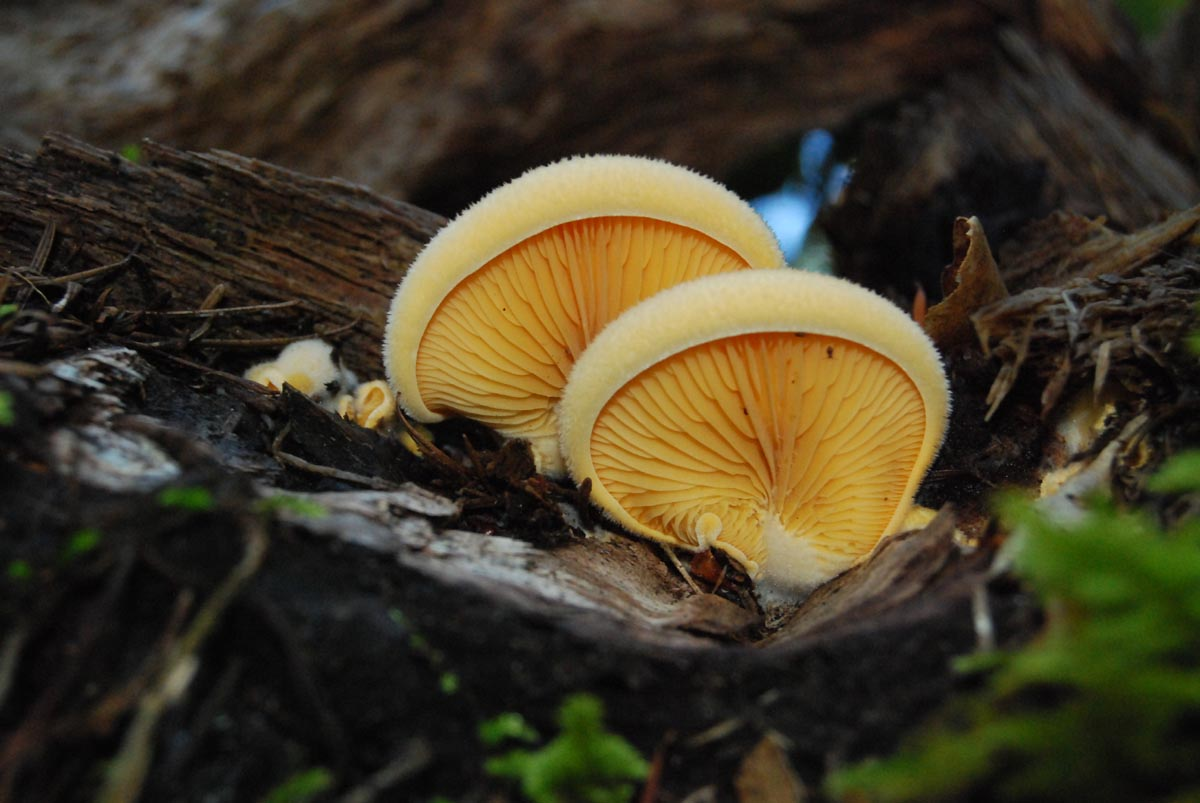
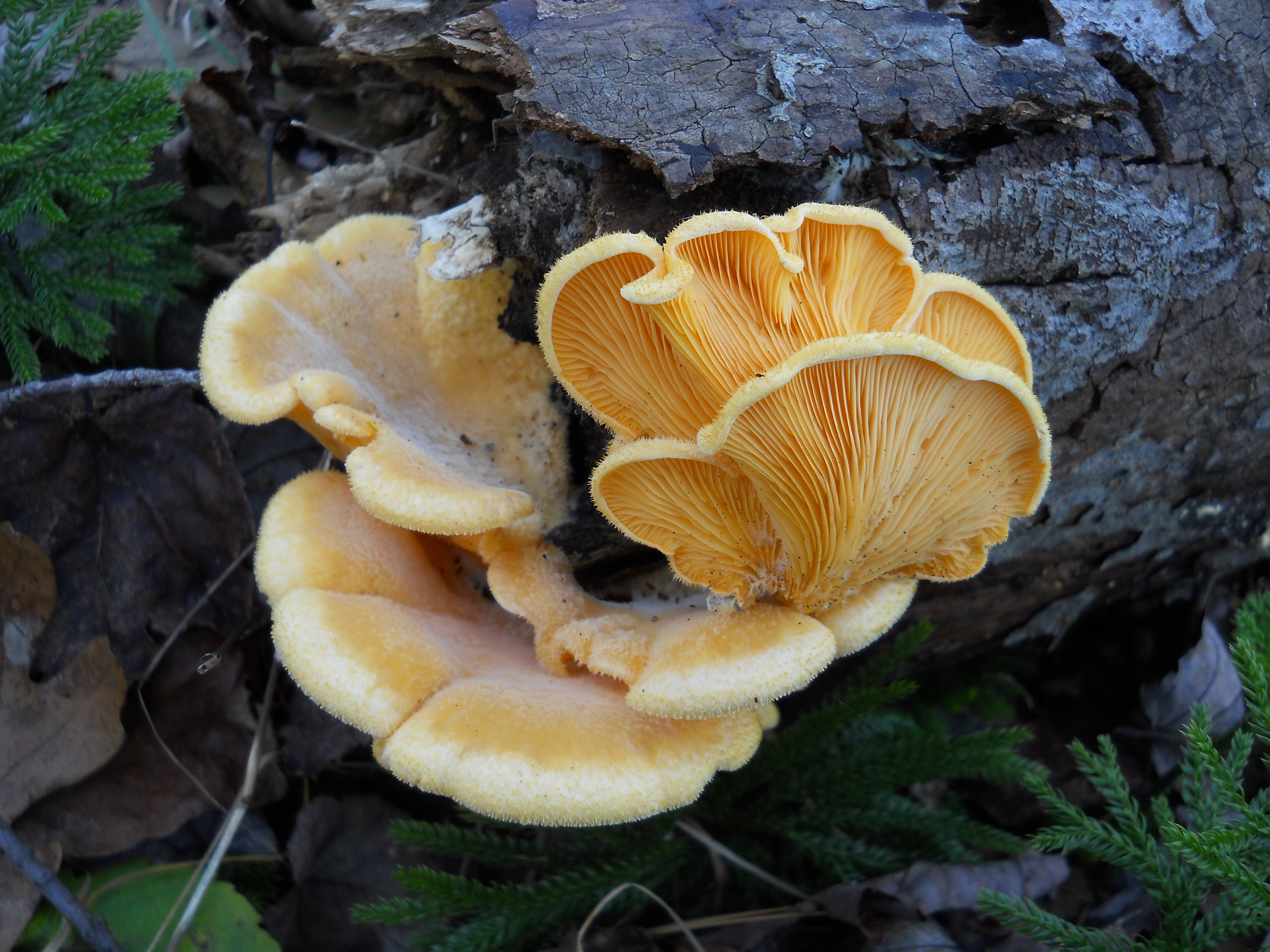
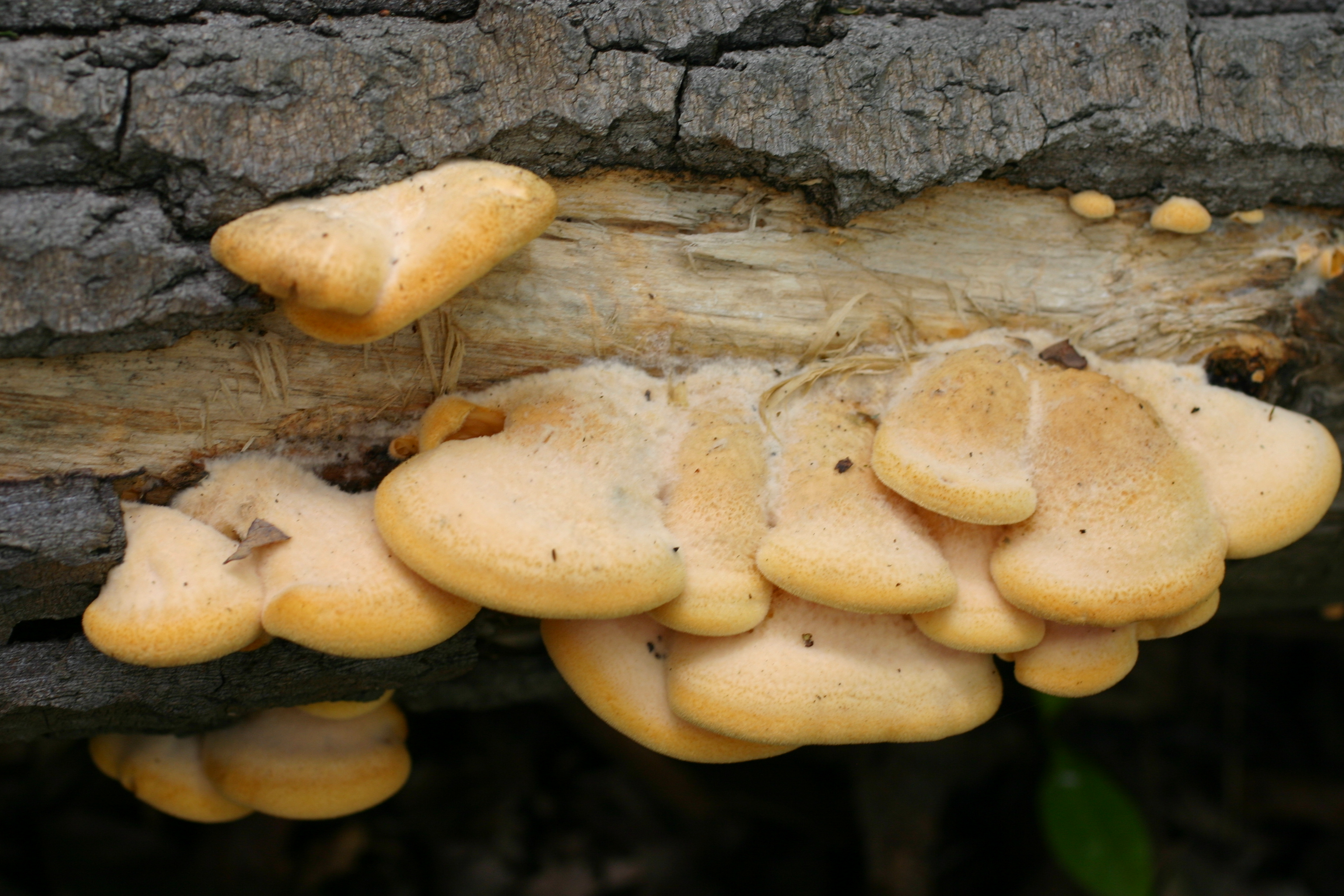
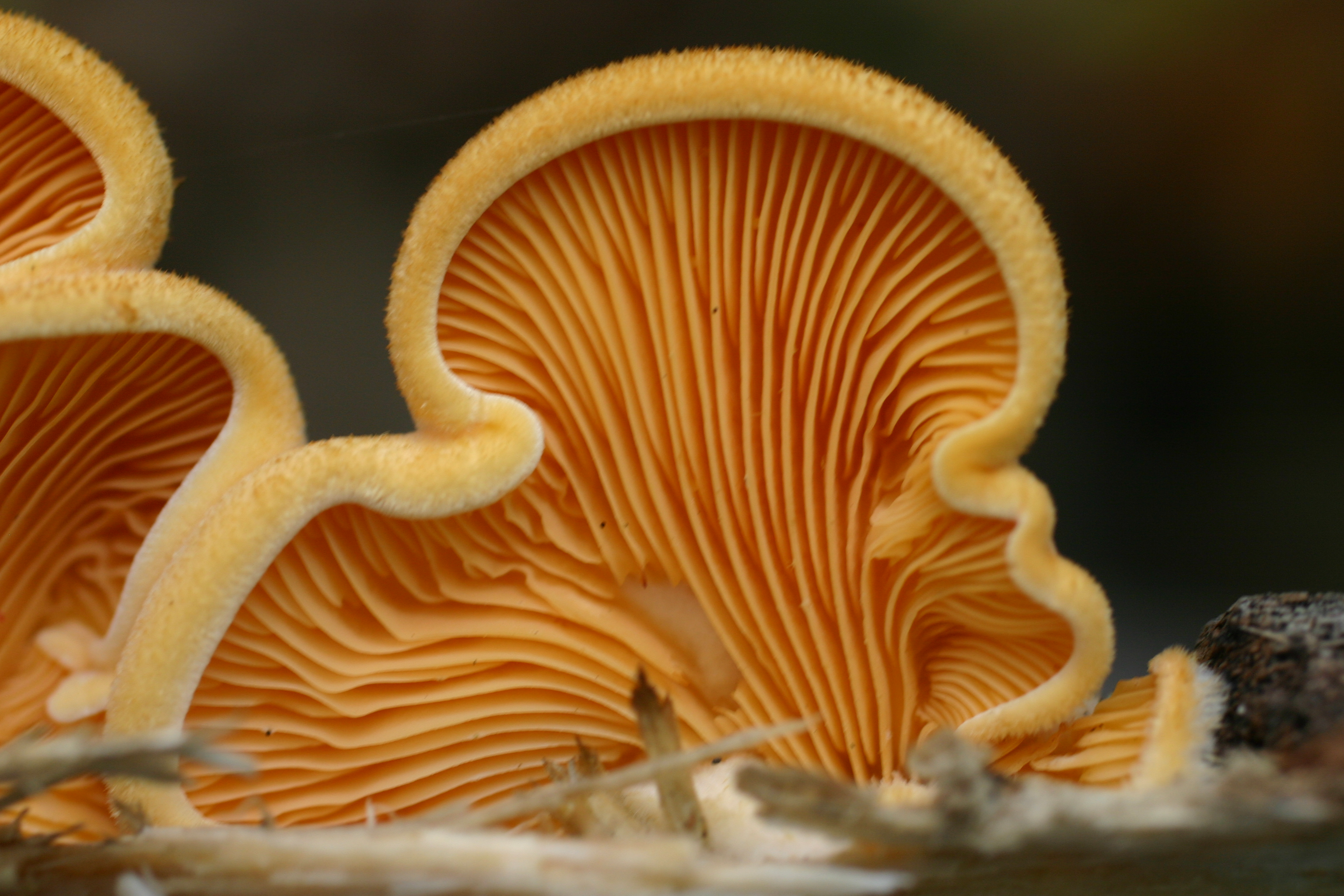
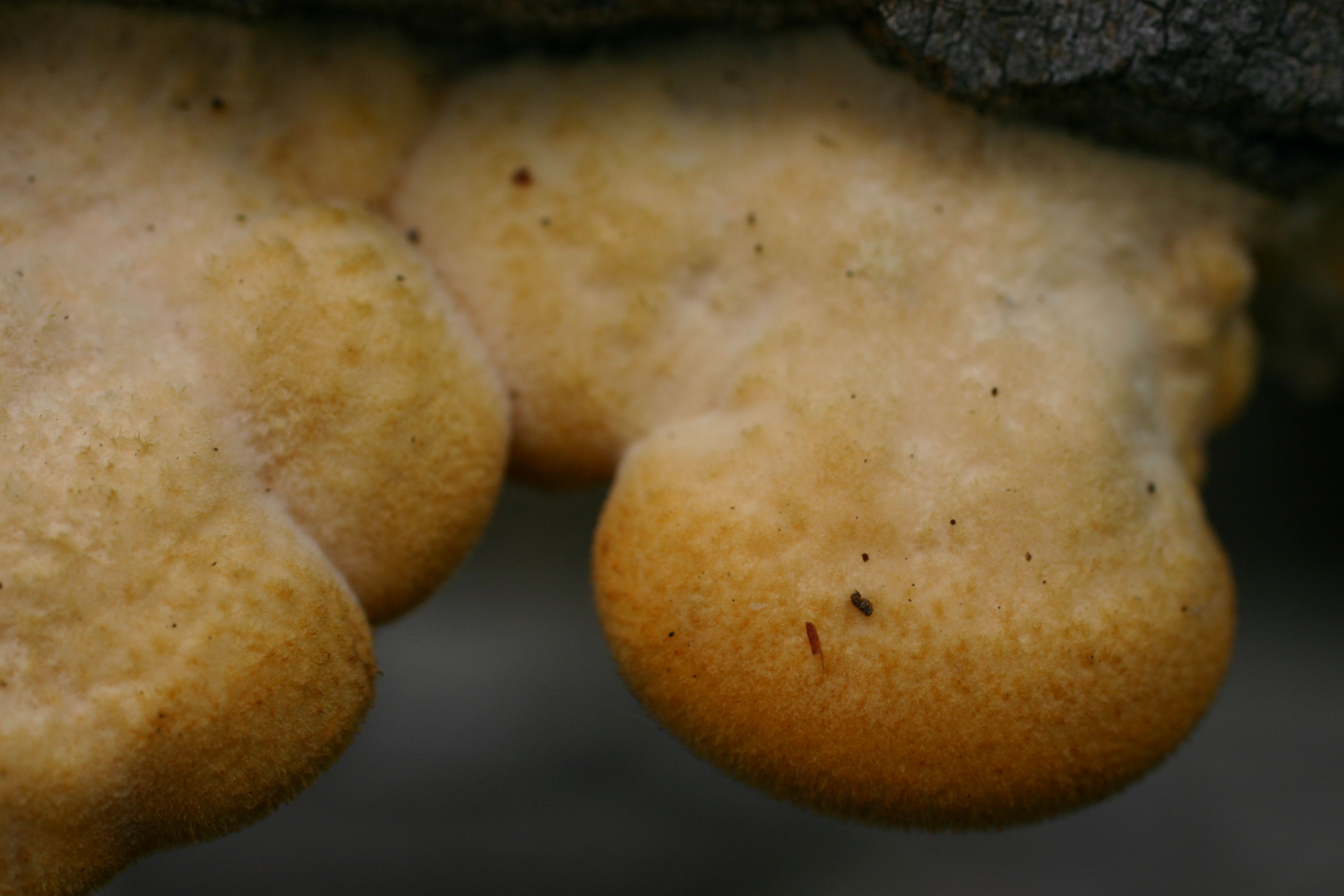
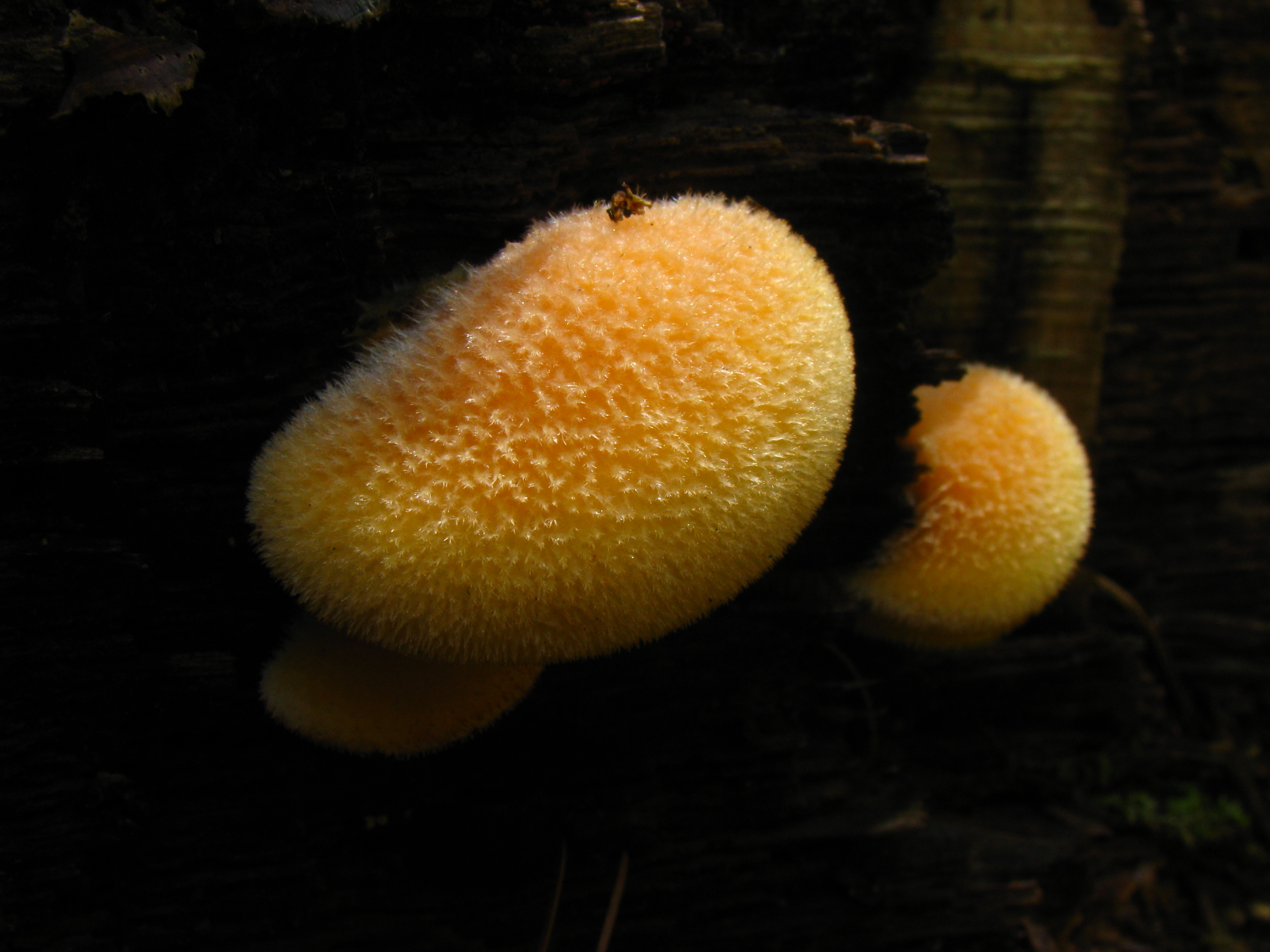
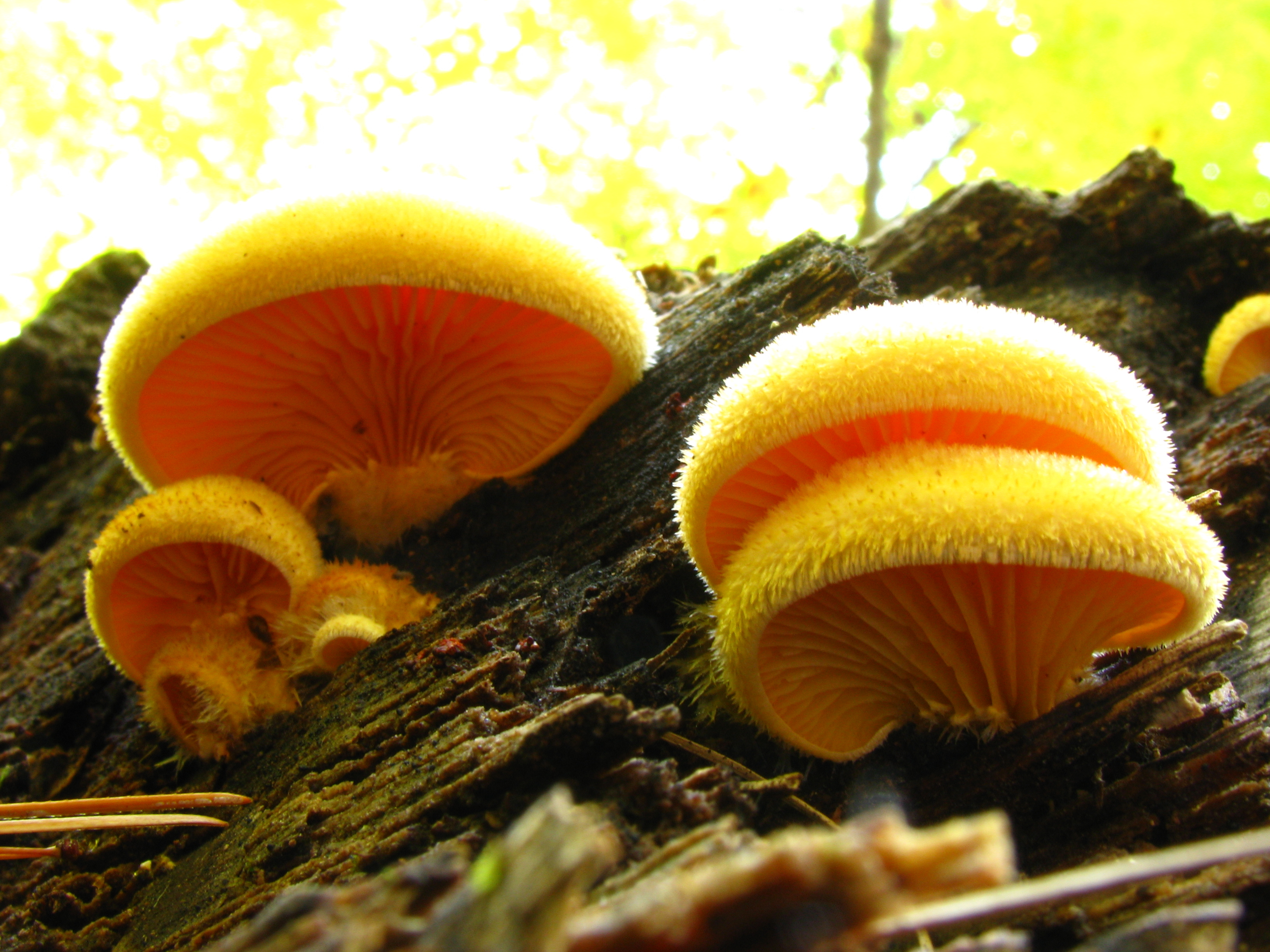
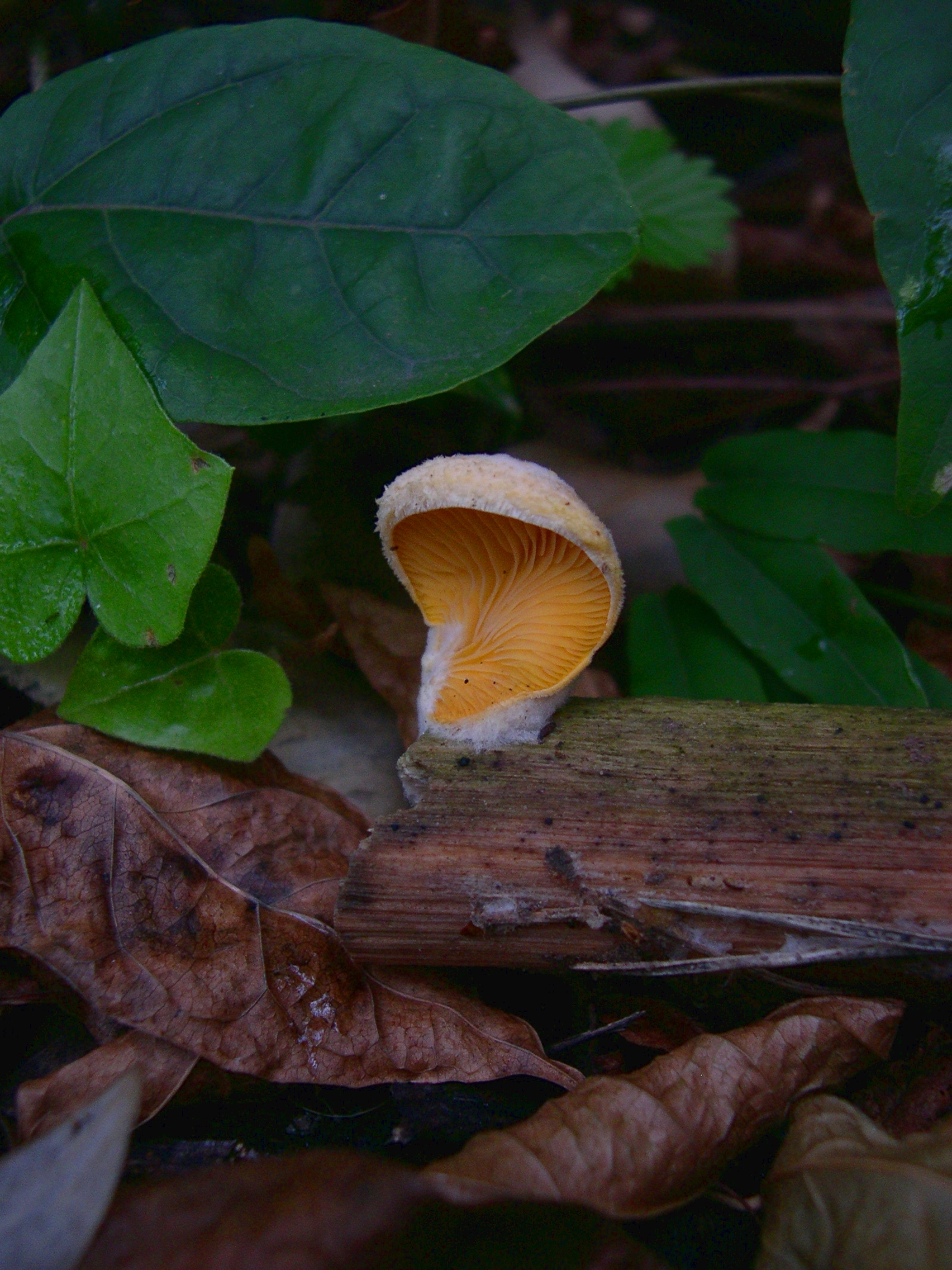
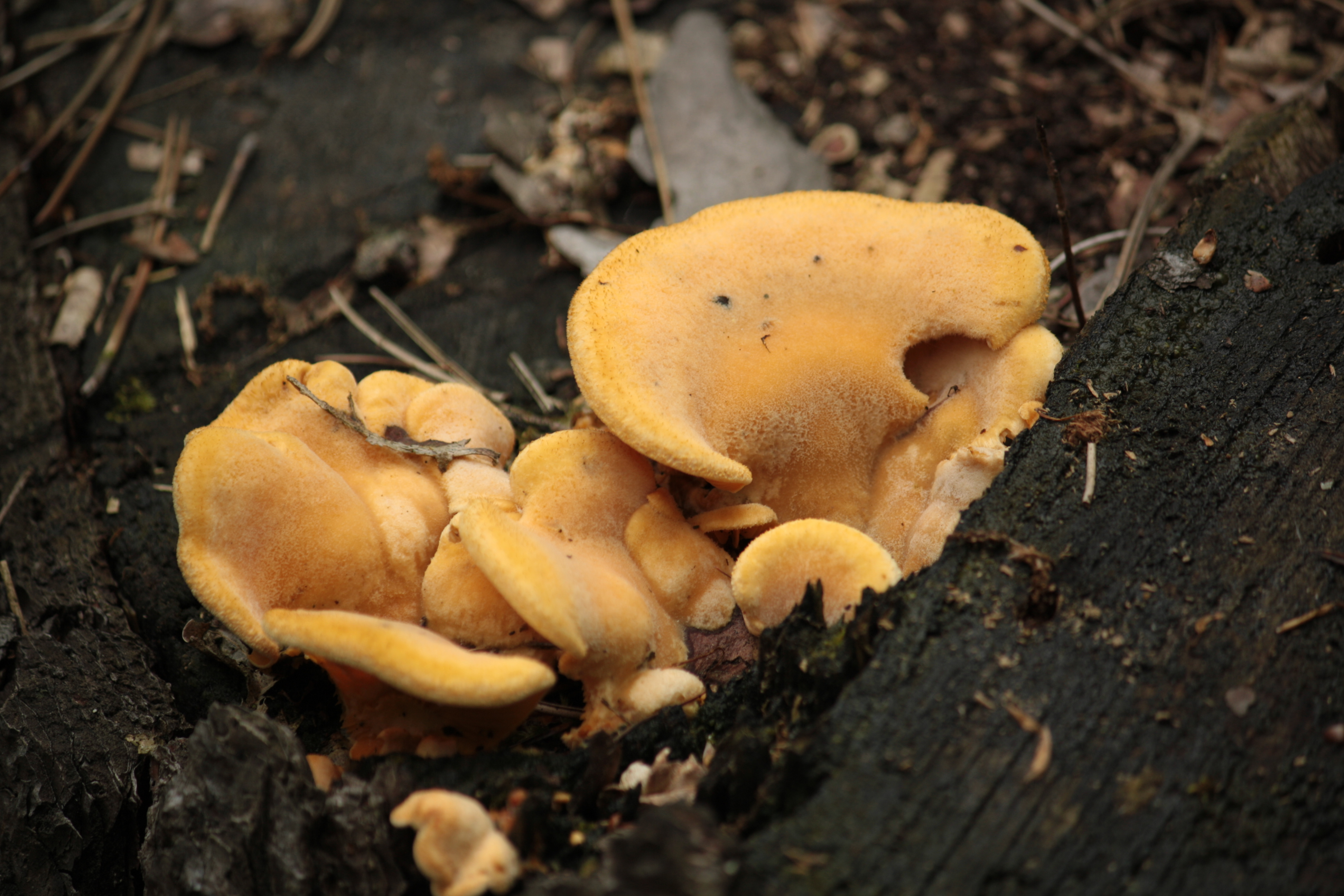